# Rolandas Janickas
Rolandas Janickas (* 1966 in Pašventupys, Rajongemeinde Anykščiai) ist ein litauischer Politiker.

## Leben
Nach dem Abitur 1984 in Taujėnai absolvierte er 1988 die Militärschule in Uljanowsk und wurde Ingenieur. Er leistete den Dienst in Kodyma bei Odessa in der Ukraine. 1991 kam er nach Litauen. 1991 arbeitete er in Ukmergė.  1995 wurde er Reserve-Oberleutnant. 1997–2001 arbeitete er bei AB „Lietuvos telekomas“.  2007–2011 war er stellv. Direktor der Verwaltung von Ukmergė. 2009–2012  studierte er an der Gedimino technikos universitetas in Vilnius. Von 2013 bis 2015 war er Vizebürgermeister der Rajongemeinde Ukmergė. Von 2015 bis 2023 war er Bürgermeister der Rajongemeinde Ukmergė.
Ab 2003 war er Mitglied von Darbo partija.